# Monoctonus longiradius
Monoctonus longiradius är en stekelart som beskrevs av Hajimu Takada 1966. Monoctonus longiradius ingår i släktet Monoctonus och familjen bracksteklar. Inga underarter finns listade i Catalogue of Life.